# مسجد جامع قوژد
مسجد جامع قوژد مربوط به دوره قاجار است و در شهرستان گناباد، روستای قوژد واقع شده و این اثر در تاریخ ۲۵ اسفند ۱۳۸۰ با شمارهٔ ثبت ۵۱۴۰ به‌عنوان یکی از آثار ملی ایران به ثبت رسیده است.